# Thalamophyllia
Thalamophyllia is een geslacht van neteldieren uit de klasse van de Anthozoa (bloemdieren).

## Soorten
- Thalamophyllia gasti (Döderlein, 1913)
- Thalamophyllia gombergi Cairns, 1979
- Thalamophyllia riisei (Duchassaing & Michelotti, 1864)
- Thalamophyllia tenuescens (Gardiner, 1899)